# Vườn quốc gia Uluru-Kata Tjuta
Vườn quốc gia Uluru-Kata Tjuta là một vườn quốc gia, di sản thế giới UNESCO ở Lãnh thổ Bắc Úc của Úc. Nó nằm 1.431 km về phía nam Darwin bằng đường bộ và 440 km về phía tây nam của Alice Springs và dọc theo xa lộ Lasseter. Vườn quốc gia này có diện tích 1.398 km vuông và bao gồm có núi đá đỏ Uluru Ayers, và 40 km về phía tây của nó, Kata Tjuta / Mount Olga và được phục vụ bởi các chuyến bay từ các thành phố vốn nhất nước Úc.
Uluru là biểu tượng tự nhiên được nhận biết nhiều nhất của Úc. Các núi đơn sa thạch nổi tiếng thế giới có chiều cao 348 mét, với số lượng lớn đá của nó nằm dưới mặt đất. Các thổ dân Úc tin rằng các thần linh biến thành Uluru là từ thần linh rùa. Kata Tjuta, có nghĩa là 'nhiều người đứng đầu, là một nhóm 36 vòm đá có niên đại 500 triệu năm. Cả hai Uluru và Kata Tjuta có rất ý nghĩa văn hóa cho các chủ đất truyền thống Anangu.

## Hoạt động du lịch

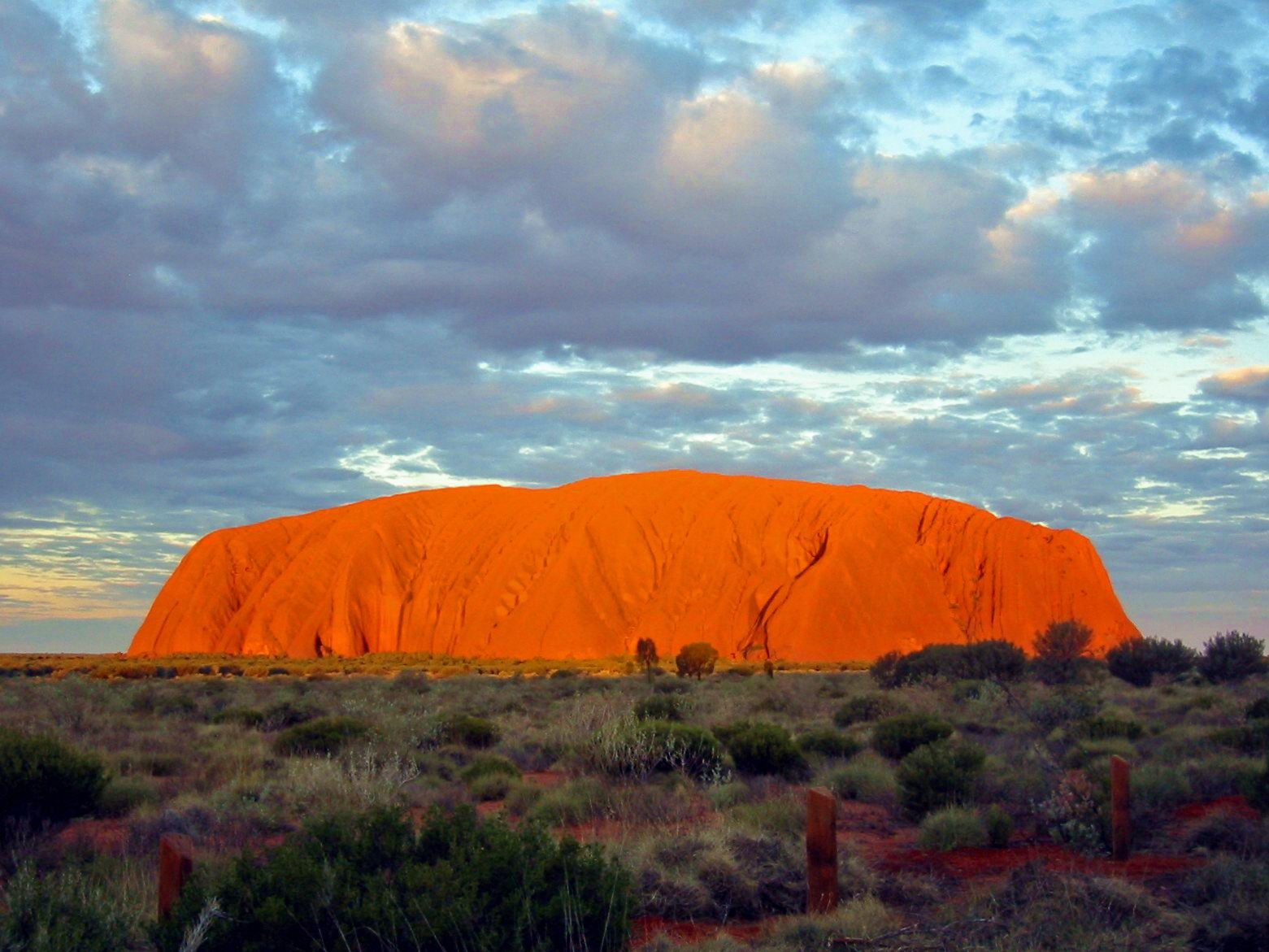
Uluru.

Sự phát triển của cơ sở hạ tầng du lịch tiếp giáp với chân núi Uluru bắt đầu vào những năm 1950 đã sớm tạo ra các tác động xấu về môi trường. Đầu thập niên 1970, người ta đã quyết định loại bỏ tất cả các cơ sở lưu trú du lịch liên quan và thiết lập lại chúng bên ngoài vườn quốc gia. Năm 1975, một trạm quan sát có khả năng quan sát 104 km vuông đất ngoài ranh giới phía bắc của vườn quốc gia, cự ly 15 km so với Uluru, đã được chấp thuận cho sự phát triển của các cơ sở hạ tầng du lịch và sân bay, gọi là Yulara. Các khu cắm trại trong khu vực vườn quốc gia đã được đóng vào năm 1983 và các nhà nghỉ cuối cùng đóng cửa vào cuối năm 1984, trùng hợp với việc mở cửa khu nghỉ mát Yulara.